# セラ・ダ・カピバラ国立公園
セラ・ダ・カピバラ国立公園（Serra da Capivara National Park）は、ブラジル・ピアウイ州の国立公園。この国立公園は世界屈指の考古学遺産を保護するために創設されたもので、時には100メートル以上の高さにもなる絶壁に刻まれた、古いものでは6万年前にも遡る3万点もの線刻岩絵群が残されている。他に洞窟壁画も残っている。
国立公園内の洞窟壁画はアメリカ先住民の日常生活を表した壁画が多い。その例としては、儀礼、舞踊、狩猟などのほか、グリプトドンや巨大アルマジロのような、最後の氷期以前に絶滅した動物などが描かれている。壁画には、世界で最古の船も描かれている。
現在の地形は2億5000万年前に形成された。最も印象深い地形は、ペドラ・フラダ遺跡（en:Pedra Furada）にある。また、この遺跡では、陶器製の道具類も発見されている。
公園はカーチンガというブラジル北東部の半乾燥の植生地域にあり、5月から12月までの乾季に公園内のほとんどの樹木は葉が生えないという特徴がある。

## 分析と年代推定
1985年にここで採取された試料は、放射性炭素年代測定のために、フランスのジフ＝シュル＝イヴェットにあるフランス国立科学研究センターへ送られた。最初の分析は、発掘された層によって、試料の木炭は異なる年代を示した。ペドラ・フラダの洞穴の、人間の活動が見られる最下層は、35000年前から48000年前という開きを示した。
1999年にバード（Bird）によって発展させられたABOX-SC (acid-base-wet oxidation followed by stepped combustion)は、この年代推定を洗練させた。異なる集会場跡から入手された7点の試料は、この分析にかけられ、オーストリア国立大学で分析された。試料は、48000年を超えることが明らかになり、55000年から60000年を示している。

## FUMDHAM
セラ・ダ・カピバラ国立公園は、アメリカ人類博物館基金（FUMDHAM）によって管理されている。公園から数キロ離れたSão Raimundo Nonato市には、公園の地域で出土した品々を展示しているアメリカ人類博物館がある。

## 世界遺産
1991年にユネスコの世界遺産に登録された。申請時点では複合遺産としての申請であったが、考古学的遺跡群の文化的価値のみが評価されて、文化遺産としての登録となった。

## 壁画

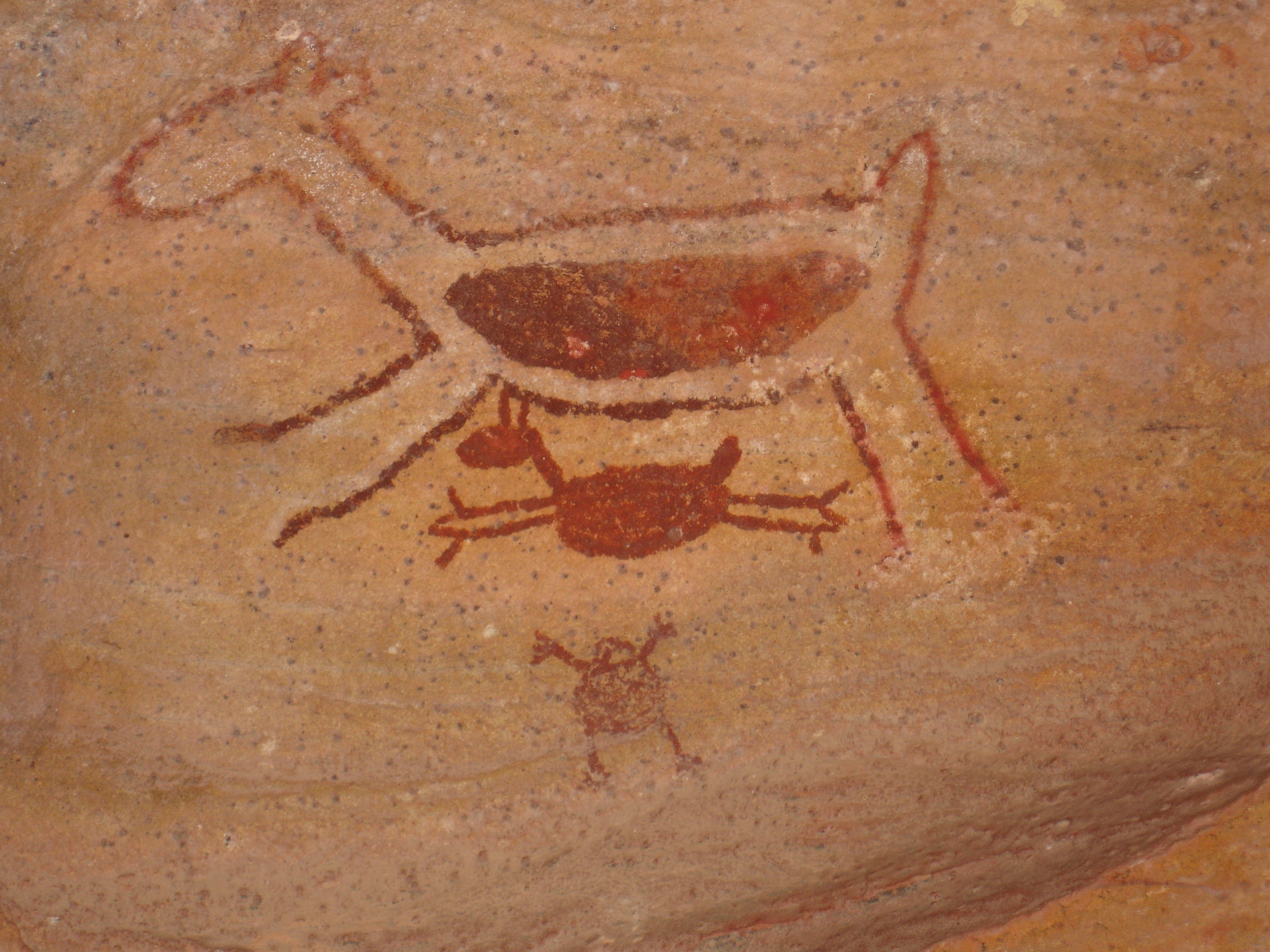
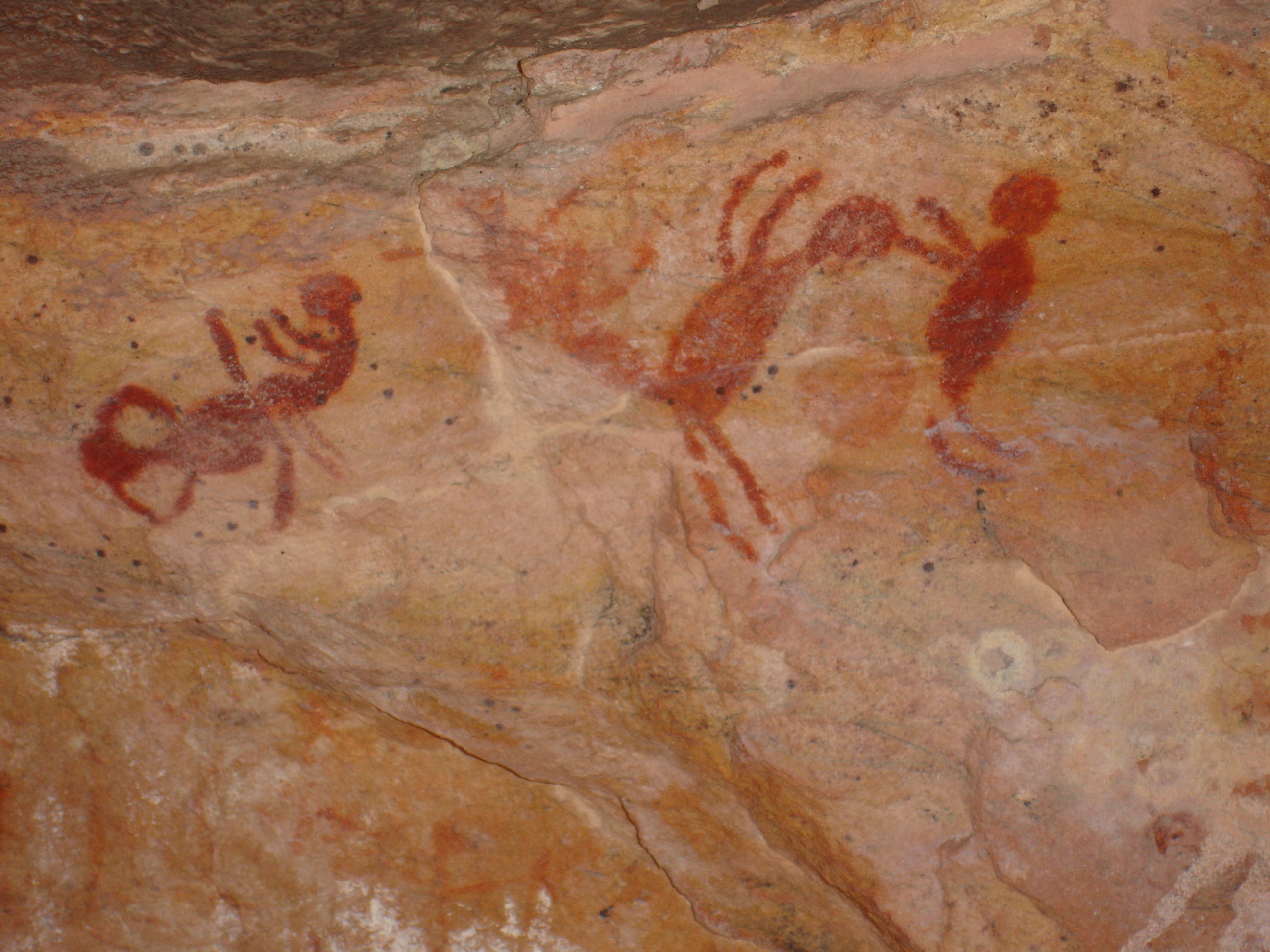
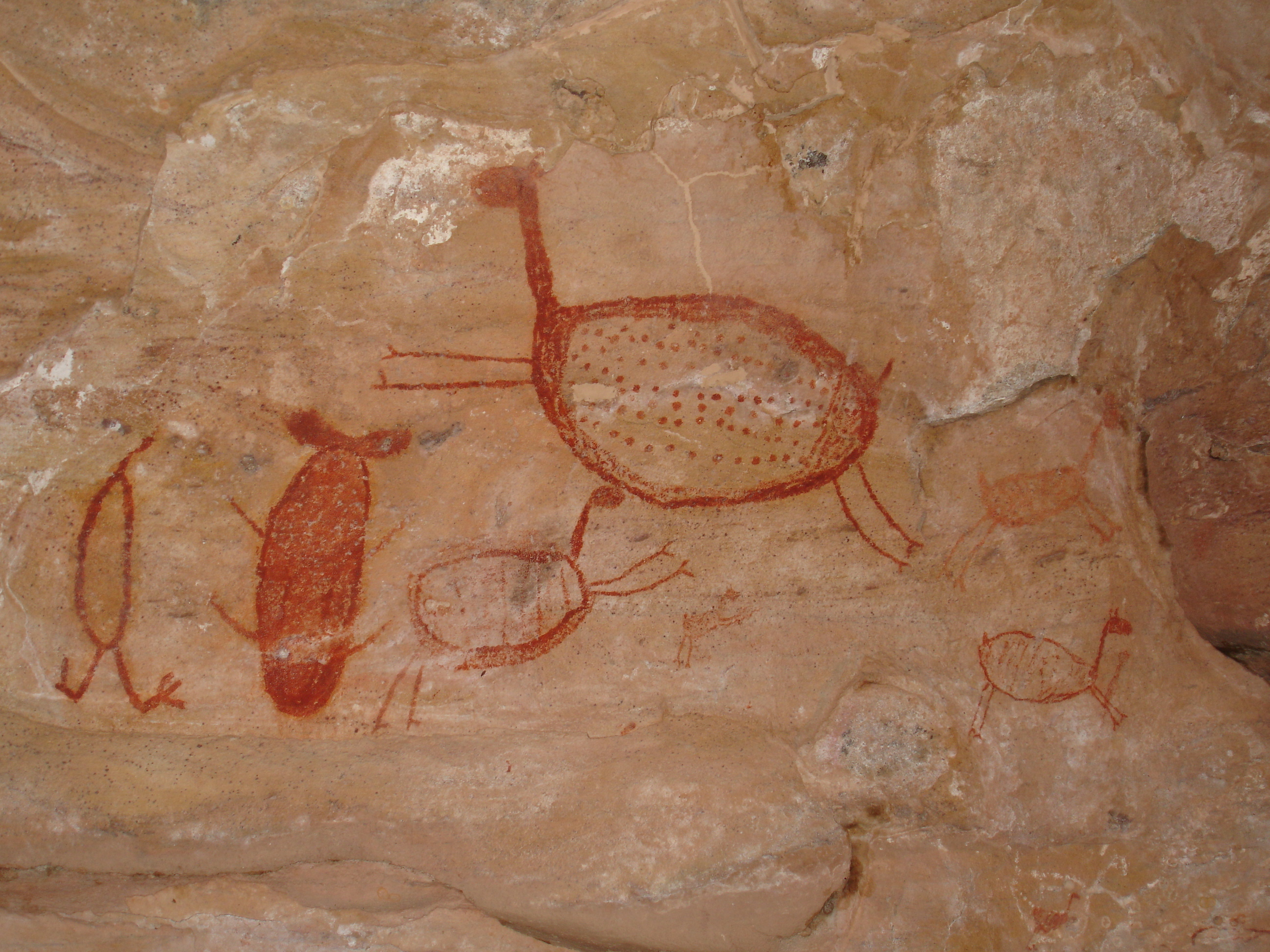

### 登録基準
この世界遺産は世界遺産登録基準のうち、以下の条件を満たし、登録された（以下の基準は世界遺産センター公表の登録基準からの翻訳、引用である）。
- (3) 現存するまたは消滅した文化的伝統または文明の、唯一のまたは少なくとも稀な証拠。